# Laurel Aitken
Laurel Aitken, Lorenzo Aitken (1927. április 22.  –  Leicester, 2005. július 17.) jamaicai énekes, a korai ska zene fontos alakja, „a ska keresztapja”. 
Kubában született kubai és jamaicai szülőktől, 1938-ban családjával Kubába költözött.
Első felvételei az 1950-es évek végén jelentek meg calypso műfajban.
Aitken 1958-as lemeze a „Little Sheila” / „Boogie in My Bones” egyike volt az első lemezeknek, melyeket Chris Blackwell, az  Island Records kiadó alapítója  jelentetett meg.  Ezen kívül még a Blue Beat Records, a Pama Records és a Trojan Records is adott ki tőle felvételeket.

## Lemezek
- Ska With Laurel (1965)
- High Priest of Reggae (1969)
- Potato 5 Meet Laurel Aitken (1987) (with Potato 5)
- Early Days of Blue Beat, Ska and Reggae (1988)
- It's Too Late (1989)
- Rise and Fall (1989)
- Sally Brown (1989)

## Külső hivatkozások
- www.grover.de bio
- www.geocities.com bio
- www.laurel-aitken.surf3.net bio
- Laurel Aitken Biography bio
- Laurel Aitken albums lemezek